# Баева, Ирина Александровна
Ирина Александровна Баева (род. 1953) — советский педагог и учёный-психолог, доктор психологических наук (2003), профессор (2005), академик РАО (2017; член-корреспондент РАО с 2009).

## Биография
Родилась 6 февраля 1953 года в Ленинграде.
В 1976 году окончила факультет психологии Ленинградский государственный университет,  1985 году —  аспирантуру при факультете психологии этого института. С 1976 года преподавала на кафедре педагогики высшей школы в Ленинградском технологическом институте.
В 1985 году защитила кандидатскую диссертацию на тему:  «социально-психологическая адаптация молодых рабочих в производственном коллективе», в 2003 году — докторскую диссертацию на тему: «психологическая безопасность образовательной среды: теоретические основы и технологии создания».
С 1985 года — ассистент, доцент и профессор кафедры психологии развития и образования, с 2005 года — заведующая научно-исследовательской лабораторией «Психологическая культура и безопасность РГПУ имени А. И. Герцена
9 декабря 2009 года И. А. Баева была избрана член-корреспондентом, с 27 апреля 2017 года — академиком Российской академии образования — состоит по отделению «Психология и возрастная физиология», основная сфера научных интересов: психологическая безопасность в образовании, психологическое сопровождение субъектов образовательной среды и психологическая экспертиза качества образования.
Помимо основной деятельности И. А. Баева является председателем Совета по защите кандидатских и докторских диссертаций при РГПУ имени А. И. Герцена и членом Президиума — руководителем секции «Психология и педагогика безопасной образовательной среды» Учебно-методического объединения вузов РФ по психолого-педагогическому образованию, член экспертного совета ВАК по педагогике и психологии Минобрнауки РФ.

## Научный вклад
- На основе анализа общепсихологических категорий создана концепция психологической безопасности образовательной среды, принципы ее реализации в образовательной практике
- Разработана система сопровождения психологической безопасности образовательной среды, способствующая поддержанию психического здоровья ее участников, обеспечивающая психологические условия обучения и развития субъектов образования
- Разработаны общетеоретические основы обеспечения психологической безопасности в образовательном учреждении и технологии их внедрения
- Определены психологические условия эффективного педагогического взаимодействия, снижающего уровень психологического насилия в межличностном общении;
- Создана методика «Диагностики психологической безопасности образовательной среды школы», основанная на концепции гуманитарной экспертизы в образовании

## Основная библиография
- Баева И. А. Психологическая безопасность в образовании / СПб., 2002 г (монография)
- Баева И. А. Тренинги психологической безопасности в образовании / СПб., 2002 г
- Баева И. А. Технологии обеспечения психологической безопасности в социальном взаимодействии / СПб., 2007 г.
- Баева И. А. Психология безопасности как основа гуманитарных технологий в социальном взаимодействии / СПб., 2008 г.
- Баева И. А. Общепсихологические категории в пространстве образовательной среды / М., 2008 г. (монография);
- Баева И. А. Психологическая безопасность образовательной среды / М., 2009 г.
- Баева И. А. Психологическая безопасность образовательной среды: развитие личности / М.-СПб., 2011 г.

## Награды
- Премия Правительства Российской Федерации в области образования (2012 — «за цикл трудов инновационные технологии подготовки научных кадров»)
- Почётный работник высшего профессионального образования Российской Федерации